# Assé-le-Bérenger
Assé-le-Bérenger ist eine französische Gemeinde mit 419 Einwohnern (Stand: 1. Januar 2022) im Département Mayenne in der Region Pays de la Loire. Sie gehört zum Arrondissement Mayenne und zum Kanton Évron. Die Einwohner werden Asséens genannt.

## Geographie
Assé-le-Bérenger liegt etwa 32 Kilometer ostnordöstlich von Laval an der Erve. Umgeben wird Assé-le-Bérenger von den Nachbargemeinden Saint-Georges-sur-Erve im Norden und Osten, Voutré im Süden und Osten, Évron im Westen sowie Sainte-Gemmes-le-Robert im Nordwesten.

## Bevölkerungsentwicklung
| Jahr                       | 1962 | 1968 | 1975 | 1982 | 1990 | 1999 | 2006 | 2019 |
| Einwohner                  | 369  | 348  | 295  | 271  | 298  | 329  | 385  | 460  |
| Quellen: Cassini und INSEE |      |      |      |      |      |      |      |      |

## Sehenswürdigkeiten
- Romanische Kirche Saint-Thuribe

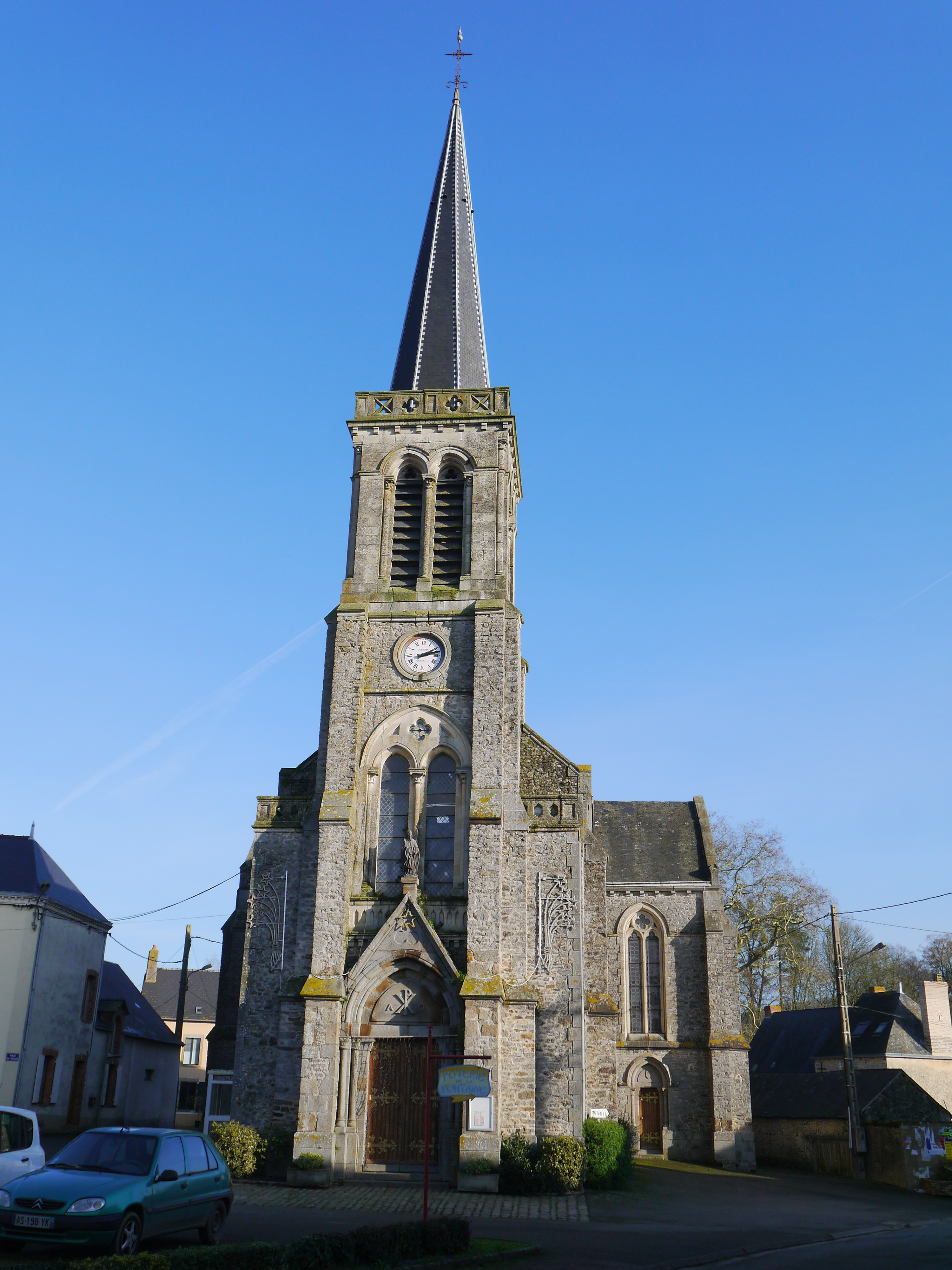
Kirche Saint-Thuribe

- Reste der Burganlage aus dem 11. Jahrhundert